# Руцавський край
Руца́вський кра́й (латис. Rucavas novads) — адміністративно-територіальна одиниця Латвійської Республіки. Розташований у південно-західній частині країни, в історичному регіоні Курляндія. Адміністративний центр — Руцава. Створений 2009 року. Площа — 449 км². Населення — 1814 осіб (2011). До складу краю входять 2 волості.

## Історія
- 1561—1795: Гробінська парафія Герцогства Курляндії і Семигалії.

## Населені пункти
- Ніда (Латвія)